# Sumaterana
A Sumaterana a kétéltűek (Amphibia) osztályába, valamint a békák (Anura) rendjébe és a valódi békafélék (Ranidae) családjába tartozó nem. A típusfaj a Rana crassiovis Boulenger, 1920.

## Előfordulásuk
A nembe tartozó fajok az indonéziai Szumátra szigetének endemikus fajai.

## Rendszerezés
A nembe az alábbi fajok tartoznak:
- Sumaterana crassiovis (Boulenger, 1920)
- Sumaterana dabulescens Arifin, Smart, Hertwig, Smith, Iskandar, and Haas, 2018
- Sumaterana montana Arifin, Smart, Hertwig, Smith, Iskandar, and Haas, 2018